# جام جهانی باشگاه‌ها
جام جهانی باشگاه‌های فوتبال یا جام باشگاه‌های فوتبال جهان یک رقابت بین‌المللی فوتبال برای مردان است که توسط فدراسیون بین‌المللی فوتبال (فیفا)، نهاد جهانی این ورزش برگزار می‌شود. این مسابقات اولین بار در سال ۲۰۰۰ به عنوان مسابقات قهرمانی باشگاه‌های جهان برگزار شد. این مسابقات از سال ۲۰۰۱ تا ۲۰۰۴ به دلیل ترکیبی از عوامل برگزار نشد که مهم‌ترین آنها سقوط شریک بازاریابی فیفا بود، اما از سال ۲۰۰۵ تا ۲۰۲۳ هر سال برگزار می‌شد. پس از نسخه ۲۰۲۳، این مسابقات دوباره تغییر کرد و به یک رقابت چهار ساله تبدیل شد که از سال ۲۰۲۵ آغاز شد. قهرمان فعلی جهان چلسی است که در فینال ۲۰۲۵ پاری سن-ژرمن را با نتیجه ۳–۰ شکست داد.
اولین دوره مسابقات قهرمانی باشگاه‌های جهان در سال ۲۰۰۰ در برزیل و طی آن سال به موازات جام بین قاره‌ای برگزار شد، مسابقاتی که برندگان لیگ قهرمانان اروپا و جام لیبرتادورس در آن بازی می‌کردند و قهرمانان هر دو تورنمنت توسط فیفا به رسمیت شناخته می‌شوند. در سال ۲۰۰۵، جام بین قاره‌ای با مسابقات قهرمانی باشگاه‌های جهان ادغام شد و در سال ۲۰۰۶، این مسابقات به جام جهانی باشگاه‌ها تغییر نام داد. برنده جام جهانی باشگاه‌ها، جام مسابقات را به همراه گواهی قهرمان جهان را دریافت می‌کند.
فرمت فعلی این مسابقات که از زمان اصلاح این رقابت‌ها پیش از نسخه ۲۰۲۵ مورد استفاده قرار می‌گیرد، شامل ۳۲ تیم است که برای کسب عنوان قهرمانی در ورزشگاه‌های کشور میزبان رقابت می‌کنند؛ ۱۲ تیم از اروپا، ۶ تیم از آمریکای جنوبی، ۴ تیم از آسیا، ۴ تیم از آفریقا، ۴ تیم از آمریکای شمالی، مرکزی و کارائیب، ۱ تیم از اقیانوسیه و ۱ تیم از کشور میزبان. تیم‌ها در هشت گروه چهار تیمی قرار می‌گیرند که هر تیم سه بازی مرحله گروهی را به صورت نوبت‌گردشی انجام می‌دهد. دو تیم برتر هر گروه به مرحله حذفی راه پیدا می‌کنند که از مرحله یک هشتم نهایی شروع می‌شود و با فینال به پایان می‌رسد.
رئال مادرید با ۵ بار قهرمانی در این رقابت‌ها رکورددار بیشترین عناوین است. قهرمانی کورینتیانس در افتتاحیه بهترین نتیجه قهرمان لیگ ملی یک کشور میزبان است. تیم‌های اسپانیایی ۸ بار قهرمان این مسابقات شده‌اند که بیشترین قهرمانی برای یک کشور است. انگلیس بیشترین تعداد تیم‌های برنده را دارد و چهار باشگاه انگلیسی قهرمان این مسابقات شده‌اند.

## تاریخچه

### مبدأ
اولین تورنمنت باشگاهی که به عنوان مسابقات قهرمانی فوتبال جهان نامگذاری شد در سال ۱۸۸۷ برگزار شد، که در آن استون ویلا، قهرمان جام حذفی انگلیس، هیبرنین، قهرمان جام حذفی اسکاتلند را شکست داد. اولین باری که قهرمانان دو لیگ اروپایی با هم دیدار کردند، در مسابقات قهرمانی جهان ۱۸۹۵ بود، زمانی که ساندرلند (قهرمان انگلیس)، هارتس (قهرمان اسکاتلند) را ۵–۳ شکست داد. از قضا، ترکیب ساندرلند در مسابقات قهرمانی جهانی ۱۸۹۵ کاملاً از بازیکنان اسکاتلندی تشکیل شده بود؛ بازیکنان اسکاتلندی که در آن روزها برای بازی حرفه‌ای به انگلیس نقل مکان کردند، به عنوان پروفسورهای اسکاتلندی شناخته می‌شدند.
اولین تلاش برای ایجاد یک تورنمنت جهانی فوتبال باشگاهی، طبق اعلام فیفا، در سال ۱۹۰۹، ۲۱ سال قبل از اولین جام جهانی فوتبال بود. جام سیر توماس لیپتون در سال‌های ۱۹۰۹ و ۱۹۱۱ در ایتالیا برگزار شد و شامل باشگاه‌های انگلیسی، ایتالیایی، آلمانی و سوئیسی می‌شد. تیم آماتور انگلیسی وست آوکلند در هر دو نسخه پیروز شد.
این ایده که فیفا باید مسابقات بین‌المللی باشگاهی را سازماندهی کند، از ابتدای دهه ۱۹۵۰ شروع شد. در سال ۱۹۵۱، از ژول ریمه، رئیس فیفا در مورد مشارکت فیفا در کوپا ریو، رقابتی که اتحادیه فوتبال برزیل با هدف تبدیل شدن به جام جهانی باشگاه‌ها (نسخه باشگاهی جام جهانی فوتبال) ایجاد کرد، سؤال شد و ریمه اظهار داشت که این تورنمنت تحت صلاحیت فیفا نبود زیرا توسط فدراسیون فوتبال برزیل سازماندهی و حمایت می‌شد. استنلی راس و اوتورینو باراسی، مقامات هیئت مدیره فیفا، شخصاً، البته نه به عنوان اعضای فیفا، در سازماندهی کوپا ریو در سال ۱۹۵۱ شرکت کردند. نقش راس مذاکره با باشگاه‌های اروپایی بود، در حالی که براسی همین کار را کرد و به شکل‌گیری چارچوب مسابقات نیز کمک کرد. مطبوعات ایتالیایی این مسابقه را یک «پروژه چشمگیر» می‌دانستند که «استنلی راس و ژول ریمه از مقامات فیفا با چنان استقبال پرشوری روبرو شدند تا جایی که تقریباً به آن مهر رسمی فیفا را دادند.» به دلیل مشکلاتی که اتحادیه فوتبال برزیل درآوردن باشگاه‌های اروپایی به مسابقات پیدا کرد، روزنامه او استادو ده سائو پائولو پیشنهاد کرد که باید فیفا در برنامه‌ریزی مسابقات بین‌المللی باشگاهی مشارکت داشته باشد و گفت: «به طور ایده آل، مسابقات بین المللی، اینجا یا خارج از کشور، باید با برنامه‌ای که فیفا تعیین کرده بازی شود.» پالمیراس، یوونتوس را در ورزشگاه ماراکانا با حضور بیش از ۲۰۰٬۰۰۰ تماشاگر در فینال کوپا ریو ۱۹۵۱ شکست داد و توسط کل مطبوعات برزیل به عنوان اولین باشگاه قهرمان جهان مورد ستایش قرار گرفت. با این حال، از آنجایی که تعدادی از باشگاه‌های اروپایی از حضور در کوپا ریو خودداری کردند و جایگاه آنها به باشگاه‌های کمتر معروف واگذار شد، کیفیت باشگاه‌های شرکت کننده در نهایت در مطبوعات برزیل مورد انتقاد قرار گرفت، بنابراین فدراسیون فوتبال برزیل اعلام کرد که نسخه‌های بعدی کوپا ریو نه به عنوان جام قهرمانان جهان، بلکه فقط به عنوان کوپا ریو شناخته می‌شد. بنابراین دومین دوره جام، که توسط فلومیننزه در سال ۱۹۵۲ به دست آمد، توسط اقلیت مطبوعات برزیل به عنوان یک تورنمنت دوستانه مورد استقبال قرار گرفت. کوپا ریو بعداً توسط فدراسیون فوتبال برزیل با جام دیگری جایگزین شد که در سال ۱۹۵۳ توسط واسکو دوگاما به دست آمد.
در همین دهه ۱۹۵۰، جام باشگاه‌های جهان کوچک تورنمنتی بود که بین سال‌های ۱۹۵۲ تا ۱۹۵۷ در ونزوئلا برگزار می‌شد، به همراه تورنمنت باشگاهی دیگری که از سال ۱۹۵۸ به بعد در کاراکاس برگزار شد و اغلب با همان نام شناخته می‌شد. مسابقات معمولاً توسط چهار شرکت کننده، دو تیم از اروپا و دو تیم از آمریکای جنوبی برگزار می‌شد.
در سال ۱۹۶۰، فیفا با هدف ایجاد جام جهانی باشگاه‌ها و با تصویب استنلی راس، که رئیس فیفا شده بود مجوز برگزاری لیگ بین‌المللی فوتبال را صادر کرد. در همان سال جام بین قاره‌ای پا به عرصه وجود گذاشت.

### جام بین قاره‌ای و پیشنهادها اولیه برای جام جهانی باشگاه‌ها
ما می‌خواهیم عنوان قهرمانی را کسب کنیم، نه برای خودمان بلکه برای جلوگیری از قهرمانی راسینگ.

—جاک استاین، سرمربی باشگاه فوتبال سلتیک قبل از جام بین قاره‌ای ۱۹۶۷

بی‌تفاوتی هواداران تنها توضیح شکست مالی ما (در جام بین قاره‌ای) است. اگر یک بازی دوستانه مشابه آنچه در ۱۱ ژانویه در تل آویو با ۲۵۵٬۰۰۰ دلار آمریکا انجام می‌دادیم، بسیار بهتر بود.

—اظهار نظر دتمار کرامر، سرمربی بایرن مونیخ در سال‌های ۱۹۷۵–۱۹۷۷، در مورد اهمیت کم، اعتبار و جوایز جام بین قاره‌ای پس از پیروزی تیمش در سال ۱۹۷۶.

تیم هلندی آژاکس بدون هیچ مشکلی پیروز شد و این دیدار دشوارتر از یک دیدار پیش پا افتاده در جام باشگاه‌های اروپا نبود.

—اظهار نظر یک روزنامه‌نگار هلندی از آمستردام، در مورد کیفیت رقابت‌ها و حریف آژاکس پس از جام بین قاره‌ای ۱۹۷۲.
جام پاریس رقابتی بود که در ابتدا قرار بود تیم‌های برتر اروپا و آمریکای جنوبی را گرد هم آورد؛ اولین نسخه آن در سال ۱۹۵۷ برگزار شد که واسکو دوگاما (قهرمان ریو دو ژانیرو)، رئال مادرید (قهرمان اروپا) را در پارک د پرنس، ۴–۳ شکست داد. این پیروزی در فرانسه و برزیل به عنوان مسابقه باشگاهی «بهترین‌های اروپا دربرابر بهترین‌های آمریکای جنوبی» مورد ستایش قرار گرفت، زیرا این اولین رقابت بین قاره‌ای رئال مادرید به عنوان قهرمان اروپا بود (تیم مادریدی در سال ۱۹۵۶ در جام جهانی باشگاه‌ها کوچک بازی کرد، اما حضور آنها به دلیل قهرمانی نبود و صرفاً دعوت شده بودند). در سال ۱۹۵۸، رئال مادرید از شرکت در جام پاریس امتناع کرد و ادعا کرد که فینال جام اروپا ۵۸–۱۹۵۷ تنها ۵ روز پس از جام پاریس بوده است. در ۸ اکتبر ۱۹۵۸، ژائو هاولانژ، رئیس اتحادیه فوتبال برزیل، در جلسه یوفا که به عنوان مهمان در آن شرکت کرد، تصمیم به ایجاد جام لیبرتادورس و جام بین قاره‌ای را با تأیید یوفا و کونمبول اعلام کرد، مسابقه‌ای بین باشگاه‌های قهرمان هر دو کنفدراسیون.
رئال مادرید اولین جام بین قاره‌ای را در سال ۱۹۶۰ برنده شد، و عنوان قهرمانی جهان را به خود اختصاص داد تا اینکه فیفا وارد عمل شد و مخالفت کرد. فیفا با استناد به اینکه این مسابقات حق شرکت در مسابقات را به هیچ قهرمان دیگری از خارج از اروپا و آمریکای جنوبی اعطا نکرده است، اعلام کرد که آنها فقط می‌توانند ادعا کنند که قهرمان بین قاره‌ای مسابقاتی هستند که بین دو سازمان قاره‌ای برگزار می‌شود. (برخلاف جام بین قاره‌ای، حق تلاش برای شرکت در جام جهانی فوتبال برای هر کشور عضو فیفا، صرف‌نظر از قاره‌ای که در آن واقع شده بود، باز بود). فیفا اعلام کرد که آنها بازی ۱۹۶۱ را ممنوع خواهند کرد مگر اینکه برگزارکنندگان مسابقات را یک مسابقه دوستانه یا خصوصی بین دو سازمان تلقی کنند.
جام بین قاره‌ای مورد توجه سایر قاره‌ها قرار گرفت. کنفدراسیون آمریکای شمالی و مرکزی، کونکاکاف، در سال ۱۹۶۱ ایجاد شد تا تلاش کند باشگاه‌های خود را در جام لیبرتادورس و به تبع آن، جام بین قاره‌ای شرکت بدهد. اما ورود آنها به هر دو مسابقه رد شد. پس از آن، جام قهرمانان کونکاکاف در سال ۱۹۶۲ آغاز شد.
به دلیل وحشیگری باشگاه‌های آرژانتین و اروگوئه در جام بین قاره‌ای، در اواخر دهه ۱۹۶۰ چندین بار از فیفا خواسته شد تا مجازات‌ها را ارزیابی کند و مسابقات را تنظیم کند. با این حال، فیفا هر درخواستی را رد کرد. اولین مورد از این درخواست‌ها در سال ۱۹۶۷ و پس از یک مسابقه با عنوان نبرد مونته‌ویدئو انجام شد. اتحادیه فوتبال اسکاتلند، از طریق ویلی آلن، از فیفا خواست تا مسابقات را به رسمیت بشناسد تا مقررات فوتبال را اجرا کند. فیفا پاسخ داد که نمی‌تواند مسابقاتی را که سازماندهی نکرده است، تنظیم کند. تئوفیلو سالیناس، رئیس کونمبول و اتحادیه فوتبال آرژانتین از اجازه دادن به فیفا برای تنظیم مسابقات امتناع کرد و اظهار داشت:
| « | سی‌اس‌اف نهادی است که مسئول سازماندهی مسابقات بین قهرمانان اروپا و آمریکا (-ی جنوبی) است، رقابتی که فیفا آن را دوستانه می‌داند. ما فکر نمی‌کنیم که فیفا مجبور شود در این موضوع دخالت کند. | » |

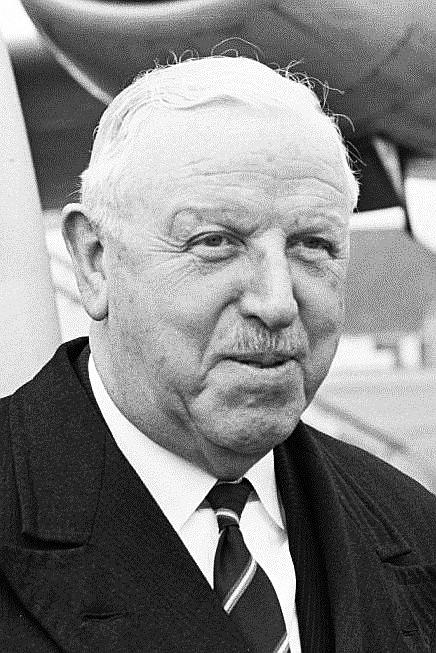
استنلی راس را می‌توان «بنیان‌گذار» راه جام جهانی باشگاه‌ها دانست. او به عنوان داور در مسابقات کوپه ملت‌ها در سال ۱۹۳۰ شرکت کرد. او به عنوان یک مقام فوتبال، کوپا ریو و لیگ بین‌المللی فوتبال را تأیید و حمایت کرد. به عنوان رئیس فیفا، او اولین مقام فیفا بود که پیشنهاد گسترش جام بین قاره‌ای را به یک جام جهانی باشگاه‌های تمام کنفدراسیون‌ها تحت نظارت فیفا داد، پیشنهادی که در سال ۱۹۶۷ ارائه کرد و در سال ۲۰۰۰ به جام جهانی باشگاه‌ها تبدیل شد.

رنه کورت، دبیرکل فیفا، در سال ۱۹۶۷ مقاله‌ای نوشت که فیفا جام بین قاره‌ای را یک «بازی دوستانه اروپا و آمریکای جنوبی» می‌داند. این را استنلی راس، رئیس فیفا تأیید کرد. با برگزاری رقابت‌های باشگاهی آسیا و آمریکای شمالی در سال ۱۹۶۷، فیفا ایده نظارت بر جام بین‌قاره‌ای را در صورتی که این کنفدراسیون‌ها را شامل می‌شد، باز کرد، استنلی راس گفت که کونکاکاف و ای‌اف‌سی در سال ۱۹۶۷ درخواست حضور قهرمانان خود در جام بین‌قاره‌ای را داشتند. این پیشنهاد با واکنش منفی یوفا و کونمبول مواجه شد. جام‌های بین قاره‌ای ۱۹۶۸ و ۱۹۶۹ با خشونتی مشابه به پایان رسید و مت بازبی، سرمربی منچستر یونایتد، اصرار داشت که «آرژانتینی‌ها باید از تمام مسابقات فوتبال محروم شوند. فیفا واقعاً باید وارد عمل شود.» در سال ۱۹۷۰، کمیته اجرایی فیفا ایجاد یک جام جهانی باشگاه‌های چند قاره‌ای را پیشنهاد کرد که به اروپا و آمریکای جنوبی محدود نمی‌شود، بلکه سایر کنفدراسیون‌ها را نیز شامل می‌شود. این ایده به دلیل مقاومت یوفا پیش نرفت.
در سال ۱۹۷۳، روزنامه فرانسوی لکیپ، که به ایجاد جام باشگاه‌های اروپا کمک کرد، داوطلبانه اسپانسر یک جام جهانی باشگاه‌ها شد که توسط قهرمانان اروپا، آمریکای جنوبی، آمریکای شمالی و آفریقا، تنها تورنمنت‌های باشگاهی قاره‌ای موجود در آن زمان، برگزار می‌شد. این مسابقه احتمالاً بین سپتامبر و اکتبر ۱۹۷۴ در پاریس برگزار می‌شد؛ اما منفی‌نگری شدید اروپاییان مانع از این شد. همین روزنامه بار دیگر در سال ۱۹۷۵ تلاش کرد تا جام جهانی باشگاه‌ها را دوباره ایجاد کند که در آن چهار تیم نیمه نهایی جام باشگاه‌های اروپا، دو فینالیست جام لیبرتادورس و قهرمانان آفریقا و آسیا شرکت می‌کردند. بار دیگر، این پیشنهاد فایده‌ای نداشت. یوفا، از طریق رئیس خود، آرتمیو فرانچی، یک بار دیگر رد کرد و این پیشنهاد شکست خورد. ایده یک جام جهانی باشگاه‌های چند قاره‌ای و مورد تأیید فیفا نیز توسط ژائو هاولانژ در مبارزات انتخاباتی‌اش برای ریاست فیفا در سال ۱۹۷۴ تأیید شد. باشگاه‌های مکزیکی آمریکا و اونام و اتحادیه فوتبال مکزیک، پس از قهرمانی در سال ۱۹۷۷ و ۱۹۸۱ کوپا اینترامریکانا در مقابل قهرمانان آمریکای جنوبی، خواستار شرکت در جام بین قاره‌ای (چه به عنوان نمایندگان قاره آمریکا در جام بین قاره‌ای و چه به عنوان بخشی از جام بین قاره‌ای جدید یوفا-کونمبول-کونکاکاف) شدند. اما درخواست آنها ناموفق بود.
با خطر انحلال جام بین قاره‌ای، وست نالی، یک شرکت بازاریابی بریتانیایی، توسط یوفا و کونمبول برای یافتن راه حلی مناسب در سال ۱۹۸۰ استخدام شد؛ شرکت تویوتا موتور، از طریق وست نالی، رقابت را زیر بال خود گرفت و آن را به عنوان جام تویوتا تغییر نام داد، مسابقه‌ای که در ژاپن انجام می‌شد. تویوتا بیش از ۷۰۰٬۰۰۰ دلار آمریکا در نسخه ۱۹۸۰ سرمایه‌گذاری کرد تا در ورزشگاه ملی المپیک توکیو برگزار شود و بیش از ۲۰۰٬۰۰۰ دلار به هر شرکت کننده اهدا شد. جام تویوتا، با فرمت جدیدش، با بدبینی پذیرفته شد، زیرا این ورزش در خاور دور ناآشنا بود. با این حال، انگیزه مالی مورد استقبال قرار گرفت، زیرا باشگاه‌های اروپایی و آمریکای جنوبی از مشکلات مالی رنج می‌بردند. برای جلوگیری از انصراف تیم‌های اروپایی، تویوتا و یوفا قراردادهای سالانه امضا کردند که برندگان نهایی جام باشگاه‌های اروپا را ملزم به شرکت در جام بین قاره‌ای می‌کردند، به عنوان شرطی که یوفا برای شرکت باشگاه‌ها در جام باشگاه‌های اروپا تعیین کرده بود، یا نداشتن اجازه حضور در جام باشگاه‌های اروپا بود یا خطر مواجهه با شکایت بین‌المللی از سوی یوفا و تویوتا. در سال ۱۹۸۳، اتحادیه فوتبال انگلیس تلاش کرد تا یک جام جهانی باشگاه‌ها را در سال ۱۹۸۵ برگزار کند و توسط وست نالی حمایت شود، اما یوفا آن را رد کرد.

### افتتاح (۲۰۰۰–۲۰۰۱)
منچستر یونایتد این را فرصتی برای رقابت برای کسب افتخار نهایی یعنی اولین قهرمان باشگاهی جهان می‌داند.

—مارتین ادواردز، مدیر منچستر یونایتد.
چارچوب مسابقات قهرمانی باشگاه‌های جهان ۲۰۰۰ سال‌ها قبل تنظیم شده بود. به گفته سپ بلاتر، ایده این مسابقات در دسامبر ۱۹۹۳ در لاس وگاس، ایالات متحده آمریکا توسط سیلویو برلوسکونی، رئیس باشگاه میلان به کمیته اجرایی ارائه شد. از آنجایی که هر کنفدراسیون تا آن زمان یک قهرمانی باثبات و قاره‌ای داشت، فیفا احساس کرد که برگزاری مسابقات قهرمانی باشگاه‌های جهان عاقلانه و مرتبط است. در ابتدا ۹ نامزد برای میزبانی رقابت وجود داشت: چین، برزیل، مکزیک، پاراگوئه، عربستان سعودی، تاهیتی، ترکیه، ایالات متحده آمریکا و اروگوئه. از این نه نفر، تنها عربستان سعودی، مکزیک، برزیل و اروگوئه علاقه خود را به فیفا تأیید کردند. در ۷ ژوئن ۱۹۹۹، فیفا برزیل را به میزبانی مسابقات انتخاب کرد، که در ابتدا قرار بود در سال ۱۹۹۹ برگزار شود. اسطوره منچستر یونایتد، بابی چارلتون، ستون پیروزی انگلیس در جام جهانی فوتبال ۱۹۶۶، اظهار داشت که مسابقات قهرمانی باشگاه‌های جهان شانس فوق‌العاده‌ای برای تبدیل شدن به اولین قهرمان واقعی جهان فراهم می‌کند. در این مسابقه ۲۸ میلیون دلار جایزه اهدا شد و حقوق تلویزیونی آن به ارزش ۴۰ میلیون دلار به ۱۵ پخش کننده در پنج قاره فروخته شد. قرعه کشی نهایی اولین دوره مسابقات قهرمانی باشگاه‌های جهان در ۱۴ اکتبر ۱۹۹۹ در هتل کوپاکابانا پالاس در ریو دو ژانیرو انجام شد.

در آنجا آنها ادعا می‌کردند که انگلیسی‌ها علاقه‌ای به مسابقات قهرمانی جهان ندارند، با این حال بی‌بی‌سی ۶۰ نفر را برای پوشش مسابقات اعزام کرد. این نشان می‌دهد که این مهم‌ترین رقابتی بود که آنها در تاریخ خود در آن شرکت کرده‌اند. آنها به اینجا آمدند که فکر می‌کردند به راحتی برنده می‌شوند اما روی قدرت واسکو حساب نکردند. هیچ بازیکن منچستری در حال حاضر جایی در تیم واسکو پیدا نمی‌کند. برزیلی‌ها بهترین بازیکنان جهان هستند، اروپایی‌ها حتی نزدیک هم نمی‌شوند.

—اوریکو میراندا، مدیرعامل واسکو دوگاما
مسابقات افتتاحیه قرار بود در سال ۱۹۹۹ توسط قهرمانان باشگاه‌های قاره‌ای در سال ۱۹۹۸، قهرمانان جام بین قاره‌ای و قهرمانان باشگاه‌های ملی کشور میزبان برگزار شود، اما یک سال به تعویق افتاد. زمانی که این مسابقات تغییر یافت، هشت شرکت کننده جدید از قهرمانان قاره در سال ۱۹۹۹ داشت: باشگاه‌های برزیلی کورینتیانس و واسکو دوگاما، تیم انگلیسی منچستر یونایتد، باشگاه مکزیکی نیکاکسا، باشگاه مراکشی الرجا کازابلانکا، تیم اسپانیایی رئال مادرید، باشگاه عربستانی النصر. ، و باشگاه استرالیایی ملبورن جنوبی. گل اول این رقابت‌ها را نیکولا آنلکا بازیکن رئال مادرید مقابل النصر به ثمر رساند. رئال مادرید در بازی اول با نتیجه ۳–۱ پیروز شد. فینال یک بازی تماماً برزیلی بود و همچنین تنها فینالی بود که یک تیم به عنوان میزبان، قهرمان می‌شد. واسکو دوگاما نتوانست از حمایت محلی خود استفاده کند و پس از تساوی ۰–۰ در ۹۰ دقیقه و وقت‌های اضافه در ضربات پنالتی ۴–۳ توسط کورینتیانس شکست خورد.
دومین دوره مسابقات برای اسپانیا در سال ۲۰۰۱ برنامه‌ریزی شده بود و ۱۲ باشگاه در آن حضور داشتند. قرعه کشی در ۶ مارس ۲۰۰۱ در لاکرونیا انجام شد. با این حال، در ۱۸ مه، به دلیل ترکیبی از عوامل، از جمله سقوط شریک بازاریابی فیفا، لغو شد. شرکت کنندگان در نسخه لغو شده هر کدام ۷۵۰٬۰۰۰ دلار غرامت دریافت کردند. فدراسیون فوتبال سلطنتی اسپانیا نیز یک میلیون دلار آمریکا از فیفا دریافت کرد. تلاش دیگری برای برگزاری مسابقات در سال ۲۰۰۳، که در آن ۱۷ کشور به دنبال میزبانی بودند، انجام شد اما شکست خورد. فیفا با یوفا، کونمبول و تویوتا برای ادغام جام بین قاره‌ای و مسابقات قهرمانی باشگاه‌های جهان در یک رویداد به توافق رسید. آخرین دوره جام بین قاره‌ای که توسط نمایندگان باشگاه‌های توسعه‌یافته‌ترین قاره‌ها در دنیای فوتبال بازی می‌شد، در سال ۲۰۰۴ برگزار شد و مسابقات قهرمانی باشگاه‌های جهان مجدداً در دسامبر ۲۰۰۵ در ژاپن برگزار شد. تمام تیم‌های برنده جام بین قاره‌ای توسط رسانه‌های گروهی و جامعه فوتبال در سراسر جهان به عنوان بالفعل «قهرمانان جهان» شناخته می‌شدند تا اینکه در سال ۲۰۱۷ فیفا رسماً همه آنها را به عنوان قهرمانان رسمی باشگاه‌های جهان در وضعیتی برابر با قهرمانان جام جهانی باشگاه‌ها به رسمیت شناخت.

### تورنمنت تک‌حذفی (۲۰۰۵–۲۰۲۳)

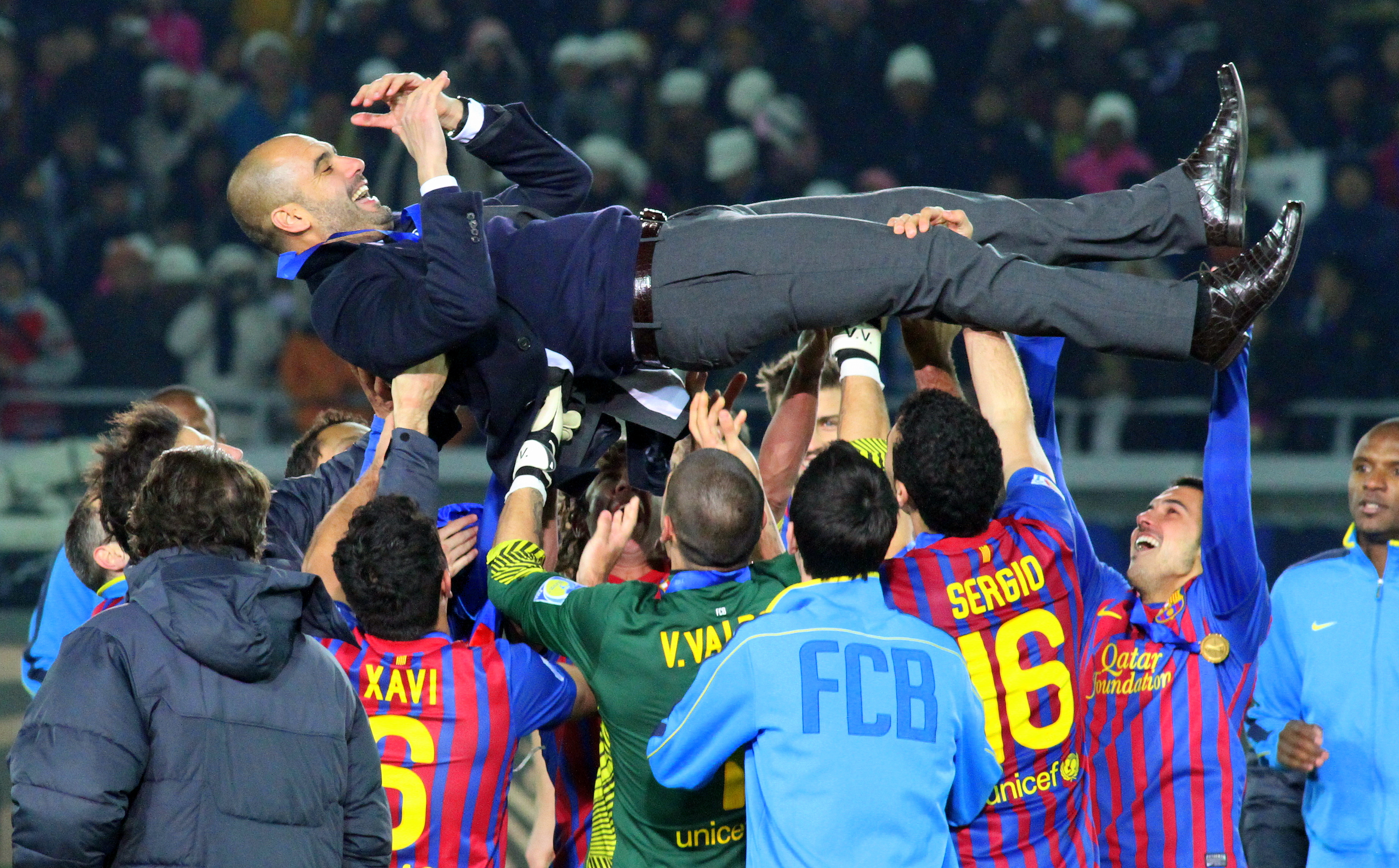
پپ گواردیولا پس از قهرمانی بارسلونا در جام جهانی باشگاه‌ها ۲۰۱۱ با شکست ۴–۰ سانتوس در فینال به هوا پرتاب شد.

نسخه ۲۰۰۵ کوتاه‌تر از مسابقات قهرمانی جهانی قبلی بود و مشکل زمان‌بندی مسابقات در فصول مختلف باشگاهی در هر قاره را کاهش داد. مسابقات فقط شامل شش قهرمان قاره‌ای بود که نمایندگان کونمبول و یوفا از نیمه نهایی وارد مسابقات می‌شدند. جام جدیدی جایگزین جام بین قاره‌ای، جایزه تویوتا و جام سال ۲۰۰۰ معرفی شد. قرعه کشی نسخه ۲۰۰۵ مسابقات در ۳۰ ژوئیه ۲۰۰۵ در توکیو برگزار شد. تیم سائو پائولو، الاتحاد عربستان سعودی را شکست داد تا به فینال برسد. در فینال، یک گل مینیرو برای شکست لیورپول انگلیسی کافی بود. مینیرو اولین بازیکنی بود که در فینال جام جهانی باشگاه‌ها گلزنی کرد.
اینترناسیونال، سائو پائولو، مدافع عنوان قهرمان جهان و آمریکای جنوبی را در فینال جام لیبرتادورس ۲۰۰۶ شکست داد تا برای مسابقات ۲۰۰۶ واجد شرایط شود. در نیمه نهایی، اینترناسیونال تیم الاهلی مصر را شکست داد تا در فینال با بارسلونا دیدار کند. گل دیرهنگام آدریانو گابیرو جام را در برزیل حفظ کرد. در سال ۲۰۰۷ بود که هژمونی برزیل سرانجام شکست: میلان در یک بازی نزدیک مقابل تیم ژاپنی اوراوا رد دایموندز، که توسط بیش از ۶۷٬۰۰۰ هوادار در ورزشگاه بین‌المللی یوکوهاما تماشا شد، ۱–۰ پیروز شد تا به فینال برسد. در فینال، میلان با نتیجه ۴–۲ بوکا جونیورز را شکست داد، در مسابقه‌ای که اولین بازیکن در فینال جام جهانی باشگاه‌ها اخراج شد: کاخا کالادزه گرجستانی از میلان در دقیقه ۷۷. یازده دقیقه بعد، پابلو لدسما بازیکن بوکا جونیور به کالادزه ملحق شد زیرا او نیز اخراج شد. سال بعد، منچستر یونایتد، کار میلان را با شکست دادن حریف نیمه نهایی خود، گامبا اوساکای ژاپن، ۵–۳ تقلید کرد. آنها باشگاه اکوادوری ال‌دی‌یو کیتو را در فینال ۱–۰ شکست دادند تا در سال ۲۰۰۸ قهرمان جهان شوند.

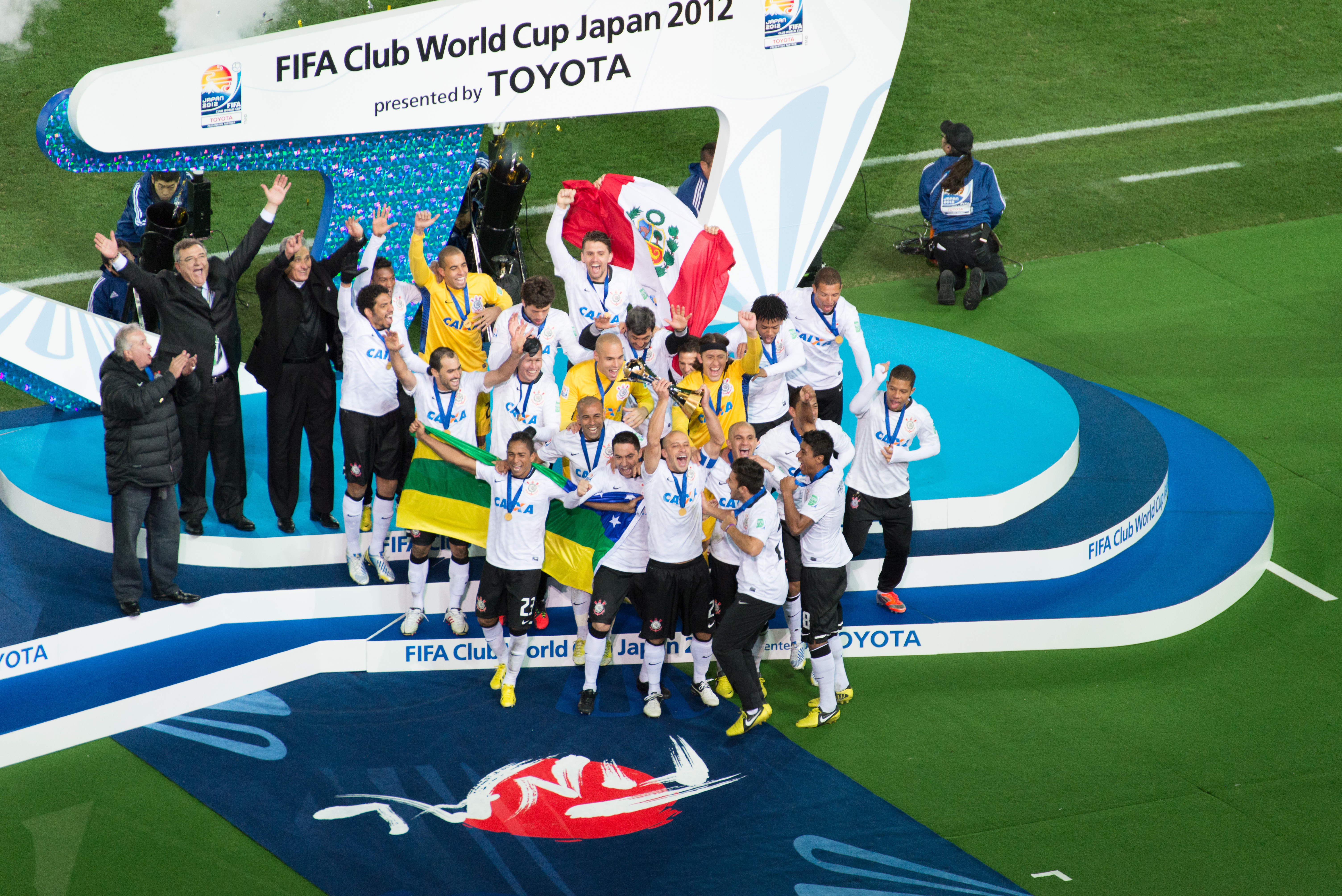
کورینتیانس پس از شکست ۱–۰ چلسی در فینال، دومین عنوان جهانی خود را به دست آورد و یک سال را به پایان رساند که در بازی‌های بین‌المللی تنها با ۴ گل خورده هرگز شکست نخورده بود.

امارات متحده عربی با موفقیت برای دریافت حق میزبانی جام جهانی باشگاه‌ها در سال‌های ۲۰۰۹ و ۲۰۱۰ انتخاب شد. بارسلونا در فینال لیگ قهرمانان اروپا ۲۰۰۹، قهرمان جهان و اروپا، منچستر یونایتد را از سلطنت خارج کرد تا جواز حضور در جام جهانی باشگاه‌ها ۲۰۰۹ را کسب کند. بارسلونا در نیمه نهایی باشگاه آتلانتی مکزیک را ۳–۱ شکست داد و در فینال با استودیانتس دیدار کرد. پس از یک رویارویی بسیار نزدیک که نیاز به وقت اضافه نیز داشت، لیونل مسی با ضربه سر گلزنی کرد تا بارسلونا را به پیروزی برساند و یک شش‌گانه بی‌سابقه را به ارمغان بیاورد. در نسخه ۲۰۱۰ اولین تیم غیر اروپایی و غیر آمریکایی جنوبی به فینال رسید: تی‌پی مازمبه از جمهوری دموکراتیک کنگو. این تیم در نیمه نهایی ۲–۰ اینترناسیونال برزیل را شکست داد تا با اینتر میلان روبرو شود که باشگاه کره جنوبی سئونگنام ایلهوا چونما را ۳–۰ شکست داد. اینتر میلان در ادامه با همین نتیجه مازمبه را شکست داد تا پنج‌گانه خود را تکمیل کند.
جام جهانی باشگاه‌ها برای نسخه‌های ۲۰۱۱ و ۲۰۱۲ به ژاپن بازگشت. در سال ۲۰۱۱، بارسلونا به راحتی بازی نیمه نهایی خود را ۴–۰ در برابر باشگاه السد قطر برد. در فینال، بارسلونا عملکرد خوب خود را در برابر سانتوس تکرار کرد. این، تا به امروز، بیشترین اختلاف گل تیم برنده در فینال رقابت‌ها است. مسی همچنین اولین بازیکنی بود که در دو فینال جام جهانی باشگاه‌ها گلزنی می‌کرد. نسخه ۲۰۱۲ شاهد پایان سلطه اروپا بود زیرا کورینتیانس با بیش از ۳۰٬۰۰۰ هوادار به ژاپن سفر کردند تا به بارسلونا بپیوندند و دو بار قهرمان مسابقات شود. در نیمه نهایی، الاهلی موفق شد امتیاز بازی را نزدیک نگه دارد زیرا تنها با گل پائولو گررو از کورینتیانس، این تیم به دومین فینال خود رسید. گررو بار دیگر برای کورینتیانس گلزنی کرد تا تیم انگلیسی چلسی را ۱–۰ شکست دهند و جام را به برزیل بازگردانند.

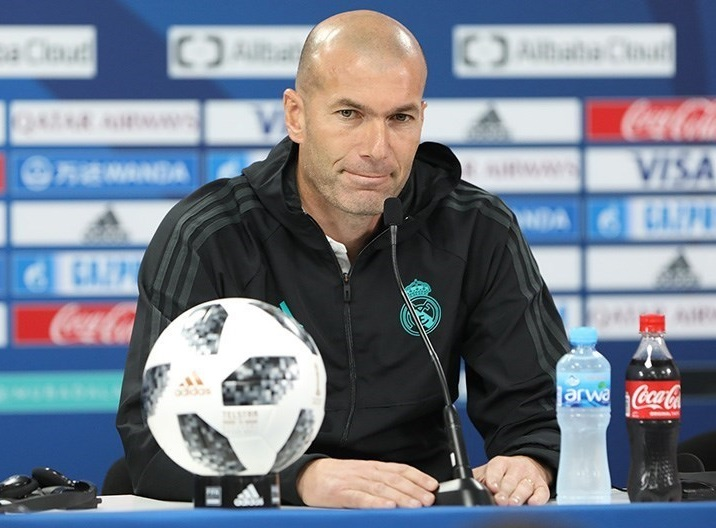
زین‌الدین زیدان در یک کنفرانس مطبوعاتی در جام جهانی باشگاه‌ها ۲۰۱۷. رئال مادرید با قهرمانی در جام جهانی باشگاه‌ها ۲۰۱۶ اولین تیمی بود که جام را حفظ کرد.

در سال‌های ۲۰۱۳ و ۲۰۱۴ جام جهانی باشگاه‌ها به مراکش منتقل شد. در نسخه اول، تیم میزبان، الرجا کازابلانکا، که باید در مرحله پلی آف شروع می‌کرد، پس از شکست تیم‌های آوکلند سیتی نیوزیلند، مونتری مکزیک و اتلتیکو مینیرو برزیل در نیمه نهایی، دومین تیم آفریقایی بود که به فینال می‌رسید. اما الرجا نیز مانند مازمبه مغلوب قهرمان اروپا شد و این بار با نتیجه ۲–۰ بهبایرن مونیخ باخت. فینال نسخه ۲۰۱۴ دوباره بین آمریکای جنوبی و اروپا برگزار شد و رئال مادرید ۲–۰ سن لورنسو را شکست داد.
در دوره‌های ۲۰۱۵ و ۲۰۱۶ بار دیگر ژاپن به ترتیب برای هفتمین و هشتمین بار میزبان دوازدهمین و سیزدهمین دوره جام جهانی باشگاه‌ها بود. در سال ۲۰۱۵ فینال بین ریور پلاته و بارسلونا برگزار شد. بارسلونا سومین جام جهانی باشگاه‌ها را بالای سر برد که سوارز دو گل و لیونل مسی یک گل در فینال به ثمر رساندند. یکی از موارد قابل توجهی که در مسابقات ۲۰۱۵ رخ داد این بود که سانفریس هیروشیما به مقام سوم رسید، دورترین رکوردی که یک باشگاه ژاپنی تا به آن روز به دست آورده بود. اگرچه این رکورد ماندگار نبود، زیرا در نسخه ۲۰۱۶، کاشیما آنتلرز، قهرمان جی‌لیگ، به فینال مقابل رئال مادرید رسید. گاکو شیباساکی، ستاره کاشیما در فینال بود و با دو گل، این تیم را به یک قدمی قهرمانی رساند. اما رئال مادرید با هت‌تریک کریستیانو رونالدو در وقت اضافه ۴–۲ پیروز شد.
امارات متحده عربی برای میزبانی این رویداد در سال‌های ۲۰۱۷ و ۲۰۱۸ بازگشت. سال ۲۰۱۷ شاهد قهرمانی دوباره رئال مادرید بود که به اولین تیم در تاریخ جام جهانی باشگاه‌ها تبدیل شد که برای دفاع از عنوان خود به مسابقات بازگشت. رئال مادرید پس از شکست الجزیره در نیمه نهایی و سپس گرمیو در فینال، اولین تیمی بود که با موفقیت از عنوان قهرمانی خود دفاع کرد. العین در نسخه ۲۰۱۸ تبدیل به اولین تیم اماراتی و همچنین دومین تیم آسیایی شد که به فینال راه می‌یابد. رئال مادرید در فینال با نتیجه ۴–۱ العین را شکست داد تا چهارمین عنوان خود در این رقابت‌ها را کسب کند و اولین تیمی باشد که سه سال متوالی و در مجموع چهار بار در تاریخ مسابقات قهرمان شده است؛ بنابراین، رئال مادرید پس از قهرمانی در دوره ۲۰۱۸ (با احتساب سه عنوان قهرمانی جام بین قاره‌ای و چهار عنوان قهرمانی جام جهانی باشگاه‌ها) عناوین بین‌المللی خود را به ۷ افزایش داد.
در ۳ ژوئن ۲۰۱۹، فیفا قطر را به عنوان میزبان رویدادهای ۲۰۱۹ و ۲۰۲۰ انتخاب کرد. گونزالو بلوسو، معاون دبیرکل و مدیر توسعه کونمبول، قبلاً گفته بود که نسخه‌های ۲۰۱۹ و ۲۰۲۰ در ژاپن برگزار می‌شود. در نسخه ۲۰۱۹، لیورپول، فلامینگو را شکست داد و برای اولین بار قهرمان این رقابت شد. در نسخه ۲۰۲۰، بایرن مونیخ با نتیجه ۱–۰ تیگرس اونال را شکست داد و شش‌گانه خود را تکمیل کرد.
در سال ۲۰۲۱، نحوه میزبانی مسابقات تغییر کرد و دیگر میزبانی برای دو سال پیاپی انتخاب نشد. نسخه ۲۰۲۱ که به دلیل تاثیر دنیاگیری کووید-۱۹ بر فوتبال در سال ۲۰۲۲ و در امارات متحده عربی برگزار شد و چلسی در فینال، توانست پالمیراس برزیل را در وقت اضافه ۲–۱ شکست دهد و اولین عنوان خود را کسب کند. نسخه سال ۲۰۲۲ به دلیل برگزاری جام جهانی فوتبال ۲۰۲۲ در زمستان، نتوانست طبق سال‌های گذشته در دسامبر برگزار شود و زمزمه‌هایی از لغو مسابقات در آن سال نیز بود. اما در ۱۶ دسامبر ۲۰۲۲، فیفا اعلام کرد که مسابقات از فوریه در مراکش شروع می‌شود. الهلال عربستان با شکست فلامینگو در نیمه نهایی، به سومین تیم آسیایی تبدیل شد که به فینال مسابقات راه می‌یابد. این تیم همچنین اولین تیمی بود که به نمایندگی از ای‌اف‌سی به این عنوان دست یافته بود (کاشیما آنتلرز و العین به عنوان میزبان مسابقات به فینال رسیدند). الهلال هم مانند تمامی تیم‌های غیر اروپایی و آمریکای جنوبی، در فینال مغلوب شد و به رئال مادرید، ۵–۳ باخت که تا به امروز، این پرگل‌ترین فینال مسابقات بوده است. رئال مادرید با این پیروزی، برای پنجمین بار قهرمان مسابقات شد. منچستر سیتی آخرین قهرمان مسابقات تحت این قالب شد که در سال ۲۰۲۳، فلومیننزه را شکست داد و به این عنوان دست یافت.

### گسترش، افزایش جوایز نقدی و تغییرات فرمت (۲۰۲۵–تاکنون)

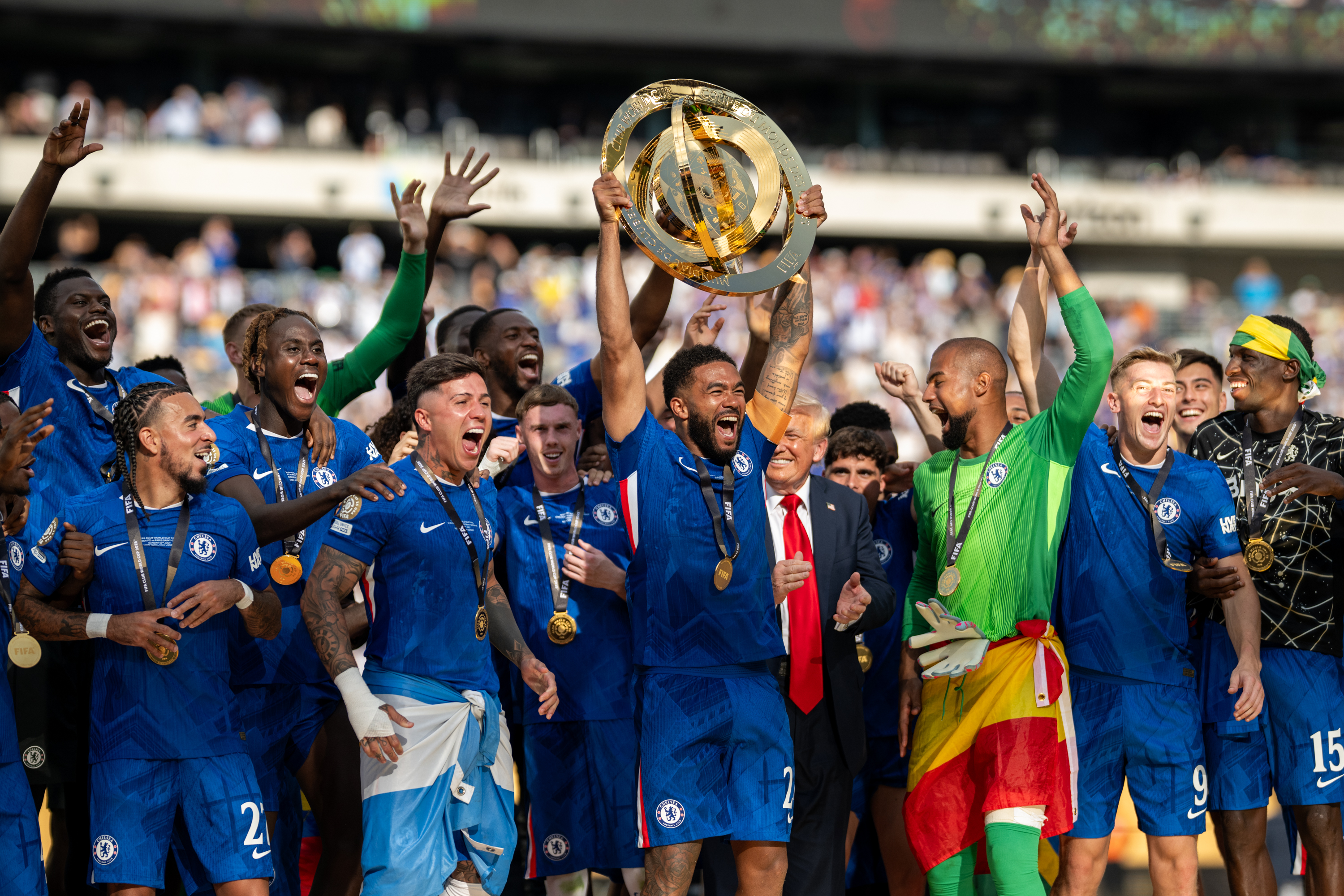
ریس جیمز، کاپیتان چلسی، پس از قهرمانی در جام جهانی باشگاه‌ها ۲۰۲۵، جام قهرمانی را بالای سر برد.

در اواخر سال ۲۰۱۶، جیانی اینفانتینو، رئیس فیفا، گسترش جام جهانی باشگاه‌ها به ۳۲ تیم از سال ۲۰۱۹ و زمان‌بندی مجدد آن به ژوئن را پیشنهاد داد تا برای پخش‌کنندگان و حامیان مالی متعادل‌تر و جذاب‌تر باشد. در اواخر سال ۲۰۱۷، فیفا پیشنهاداتی را برای گسترش مسابقات به ۲۴ تیم و برگزاری هر چهار سال یک بار مسابقات تا سال ۲۰۲۱، جایگزین جام کنفدراسیون‌ها، مورد بحث قرار داد. ترکیب برنامه‌ریزی‌شده شامل برندگان و نایب‌قهرمانان اخیر لیگ قهرمانان اروپا، لیگ اروپا و جام لیبرتادورس به همراه نمایندگان سایر کنفدراسیون‌ها بود. این پیشنهاد، درآمدی بالغ بر ۲۵ میلیارد دلار بین سال‌های ۲۰۲۱ تا ۲۰۳۳، از جمله درآمد حاصل از لیگ ملت‌های اروپا اصلاح‌شده را پیش‌بینی می‌کرد. با این حال، دنیاگیری کووید-۱۹ برنامه‌های بین‌المللی فوتبال را مختل کرد و منجر به لغو دوره برنامه‌ریزی‌شده ۲۰۲۱ در چین شد.
در ۱۶ دسامبر ۲۰۲۲، فیفا یک تورنمنت گسترده را اعلام کرد که با ۳۲ تیم برگزار می‌شود و در ژوئن ۲۰۲۵ آغاز خواهد شد. بعداً ایالات متحده به عنوان میزبان اعلام شد. فرمت جدید شامل هشت گروه چهار تیمی است که دو تیم برتر هر گروه به مرحله حذفی راه پیدا می‌کنند. جام جهانی باشگاه‌ها مدت‌هاست که قهرمانان قاره‌ای از هر کنفدراسیون را به خود اختصاص داده و تنها رقابت باشگاهی است که در سطح جهانی برگزار می‌شود. در حالی که فرمت قبلی به اندازه لیگ قهرمانان اروپا مورد توجه رسانه‌ها قرار نگرفت، استاندارد رقابتی آن بالا ارزیابی شده است.
نسخه ۲۰۲۵ از حمایت برخی از مدیران باشگاه‌ها و نمایندگان فدراسیون‌ها برخوردار شد. یان-کریستین دریزن، مدیرعامل بایرن مونیخ، آن را اولین جام جهانی باشگاه‌ها با حضور کامل نمایندگان توصیف کرد و بر دامنه بین‌المللی آن تأکید کرد. دان گاربر، کمیسر لیگ برتر فوتبال ایالات متحده، اظهار داشت که این مسابقات، فوتبال آمریکای شمالی را بیشتر در معرض دید قرار می‌دهد. آرسن ونگر، رئیس توسعه جهانی فوتبال فیفا، گفت که باشگاه‌ها مشتاق شرکت هستند و علاقه عمومی بالا بوده است. توازن رقابت با گذشت زمان تغییر کرده است، زیرا بسیاری از بازیکنان برجسته آمریکای جنوبی به باشگاه‌های اروپایی نقل مکان کرده‌اند که اغلب نماینده کنفدراسیون‌های خود در این مسابقات هستند.
این گسترش با معرفی جام بین قاره‌ای فیفا که از سال ۲۰۲۴ آغاز شد، همراه بود. فیفا برای جام جهانی باشگاه‌ها ۲۰۲۵، مجموع جوایز را ۱ میلیارد دلار اعلام کرد. برخی از باشگاه‌ها و انجمن‌ها در مورد تقویم فشرده، الزامات سفر و حجم کار بازیکنان ابراز نگرانی کردند. بحث‌ها همچنین در مورد مبنای انتخاب میزبان و جهت‌گیری تجاری این رقابت‌ها ادامه یافت. چلسی در سال ۲۰۲۵ با شکست ۳–۰ پاری سن-ژرمن در فینال، قهرمان این دوره از مسابقات شد و عنوان قهرمانی را در اولین تورنمنتی که تحت فرمت گسترش‌یافته برگزار شد، از آن خود کرد.

## نتایج
| نسخه | سال  | میزبان              | مسابقه قهرمانی                     | مسابقه قهرمانی                     | مسابقه قهرمانی                     | مسابقه رده‌بندی                     | مسابقه رده‌بندی                     | مسابقه رده‌بندی                     | تعداد تیم‌ها        | منابع                           |
| نسخه | سال  | میزبان              | قهرمان                             | نتیجه                              | نایب قهرمان                        | مقام سوم                           | نتیجه                              | مقام چهارم                         | تعداد تیم‌ها        | منابع                           |
| ---- | ---- | ------------------- | ---------------------------------- | ---------------------------------- | ---------------------------------- | ---------------------------------- | ---------------------------------- | ---------------------------------- | ------------------ | ------------------------------- |
| ۱    | ۲۰۰۰ | برزیل               | کورینتیانس                         | ۰–۰ (و.ا.)(۴–۳ پ)                  | واسکو دوگاما                       | نیکاکسا                            | ۱–۱ (و.ا.)(۴–۳ پ)                  | رئال مادرید                        | ۸                  | [ ۱۵۴ ] [ ۱۵۵ ]                 |
| —    | ۲۰۰۱ | اسپانیا             | مسابقات به دلیل مشکلات مالی لغو شد | مسابقات به دلیل مشکلات مالی لغو شد | مسابقات به دلیل مشکلات مالی لغو شد | مسابقات به دلیل مشکلات مالی لغو شد | مسابقات به دلیل مشکلات مالی لغو شد | مسابقات به دلیل مشکلات مالی لغو شد | ۱۲                 | [ ۱۵۶ ]                         |
| —    | ۲۰۰۲ | —                   | مسابقات برگزار نشد                 | مسابقات برگزار نشد                 | مسابقات برگزار نشد                 | مسابقات برگزار نشد                 | مسابقات برگزار نشد                 | مسابقات برگزار نشد                 | مسابقات برگزار نشد | [ ۱۵۷ ]                         |
| —    | ۲۰۰۳ | —                   | مسابقات برگزار نشد                 | مسابقات برگزار نشد                 | مسابقات برگزار نشد                 | مسابقات برگزار نشد                 | مسابقات برگزار نشد                 | مسابقات برگزار نشد                 | مسابقات برگزار نشد | [ ۱۵۷ ]                         |
| —    | ۲۰۰۴ | —                   | مسابقات برگزار نشد                 | مسابقات برگزار نشد                 | مسابقات برگزار نشد                 | مسابقات برگزار نشد                 | مسابقات برگزار نشد                 | مسابقات برگزار نشد                 | مسابقات برگزار نشد | [ ۱۵۷ ]                         |
| ۲    | ۲۰۰۵ | ژاپن                | سائو پائولو                        | ۱–۰                                | لیورپول                            | ساپریسا                            | ۳–۲                                | الاتحاد                            | ۶                  | [ ۱۵۸ ] [ ۱۵۹ ]                 |
| ۳    | ۲۰۰۶ | ژاپن                | اینترناسیونال                      | ۱–۰                                | بارسلونا                           | الاهلی                             | ۲–۱                                | آمریکا                             | ۶                  | [ ۱۶۰ ] [ ۱۶۱ ]                 |
| ۴    | ۲۰۰۷ | ژاپن                | میلان                              | ۴–۲                                | بوکا جونیورز                       | اوراوا رد دایموندز                 | ۲–۲(۴–۲ پ)                         | ستاره ساحلی                        | ۷                  | [ ۱۶۲ ] [ ۱۶۳ ]                 |
| ۵    | ۲۰۰۸ | ژاپن                | منچستر یونایتد                     | ۱–۰                                | ال‌دی‌یو کیتو                        | گامبا اوساکا                       | ۱–۰                                | پاچوکا                             | ۷                  | [ ۱۶۴ ] [ ۱۶۵ ]                 |
| ۶    | ۲۰۰۹ | امارات متحده عربی   | بارسلونا                           | ۲–۱ (و.ا.)                         | استودیانتس                         | پوهانگ استیلرز                     | ۱–۱(۴–۳ پ)                         | آتلانتی                            | ۷                  | [ ۱۶۶ ] [ ۱۶۷ ] [ ۱۶۸ ]         |
| ۷    | ۲۰۱۰ | امارات متحده عربی   | اینتر میلان                        | ۳–۰                                | تی‌پی مازمبه                        | اینترناسیونال                      | ۴–۲                                | سئونگنام ایلهوا چونما              | ۷                  | [ ۱۶۹ ] [ ۱۷۰ ]                 |
| ۸    | ۲۰۱۱ | ژاپن                | بارسلونا                           | ۴–۰                                | سانتوس                             | السد                               | ۰–۰(۵–۳ پ)                         | کاشیوا ریسول                       | ۷                  | [ ۱۷۱ ] [ ۱۷۲ ] [ ۱۷۳ ]         |
| ۹    | ۲۰۱۲ | ژاپن                | کورینتیانس                         | ۱–۰                                | چلسی                               | مونتری                             | ۲–۰                                | الاهلی                             | ۷                  | [ ۱۷۴ ] [ ۱۷۵ ]                 |
| ۱۰   | ۲۰۱۳ | مراکش               | بایرن مونیخ                        | ۲–۰                                | الرجا کازابلانکا                   | اتلتیکو مینیرو                     | ۳–۲                                | گوانگژو اورگراند                   | ۷                  | [ ۱۷۶ ] [ ۱۷۷ ]                 |
| ۱۱   | ۲۰۱۴ | مراکش               | رئال مادرید                        | ۲–۰                                | سن لورنسو                          | آوکلند سیتی                        | ۱–۱(۴–۲ پ)                         | کروز آزول                          | ۷                  | [ ۱۷۸ ] [ ۱۷۹ ] [ ۱۸۰ ]         |
| ۱۲   | ۲۰۱۵ | ژاپن                | بارسلونا                           | ۳–۰                                | ریور پلاته                         | سانفریس هیروشیما                   | ۲–۱                                | گوانگژو اورگراند                   | ۷                  | [ ۱۸۱ ] [ ۱۸۲ ]                 |
| ۱۳   | ۲۰۱۶ | ژاپن                | رئال مادرید                        | ۴–۲ (و.ا.)                         | کاشیما آنتلرز                      | اتلتیکو ناسیونال                   | ۲–۲(۴–۳ پ)                         | آمریکا                             | ۷                  | [ ۱۸۳ ] [ ۱۸۴ ] [ ۱۸۵ ] [ ۱۸۶ ] |
| ۱۴   | ۲۰۱۷ | امارات متحده عربی   | رئال مادرید                        | ۱–۰                                | گرمیو                              | پاچوکا                             | ۴–۱                                | الجزیره                            | ۷                  | [ ۱۸۷ ]                         |
| ۱۵   | ۲۰۱۸ | امارات متحده عربی   | رئال مادرید                        | ۴–۱                                | العین                              | ریور پلاته                         | ۴–۰                                | کاشیما آنتلرز                      | ۷                  | [ ۱۸۸ ]                         |
| ۱۶   | ۲۰۱۹ | قطر                 | لیورپول                            | ۱–۰ (و.ا.)                         | فلامینگو                           | مونتری                             | ۲–۲(۴–۳ پ)                         | الهلال                             | ۷                  | [ ۱۸۹ ]                         |
| ۱۷   | ۲۰۲۰ | قطر                 | بایرن مونیخ                        | ۱–۰                                | تیگرس اونال                        | الاهلی                             | ۰–۰(۳–۲ پ)                         | پالمیراس                           | ۶                  | [ ۱۹۰ ]                         |
| ۱۸   | ۲۰۲۱ | امارات متحده عربی   | چلسی                               | ۲–۱ (و.ا.)                         | پالمیراس                           | الاهلی                             | ۴–۰                                | الهلال                             | ۷                  | [ ۱۹۱ ]                         |
| ۱۹   | ۲۰۲۲ | مراکش               | رئال مادرید                        | ۵–۳                                | الهلال                             | فلامینگو                           | ۴–۲                                | الاهلی                             | ۷                  | [ ۱۹۲ ]                         |
| ۲۰   | ۲۰۲۳ | عربستان سعودی       | منچستر سیتی                        | ۴–۰                                | فلومیننزه                          | الاهلی                             | ۴–۲                                | اوراوا رد دایموندز                 | ۷                  | [ ۱۹۳ ] [ ۱۹۴ ]                 |
| ۲۱   | ۲۰۲۵ | ایالات متحده آمریکا | چلسی                               | ۳–۰                                | پاری سن ژرمن                       | [ نکته ۷ ]                         | [ نکته ۷ ]                         | [ نکته ۷ ]                         | ۳۲                 | [ ۱۹۵ ] [ ۱۹۶ ]                 |

نکات
1. ↑  شورای فیفا رسماً برندگان جام بین قاره‌ای و جام باشگاه‌های جهان را به عنوان قهرمانان باشگاهی جهان می‌شناسد.[۱۲۱]
2. 1 2 3 4 5 6 7  وقت اضافه‌ای انجام نشد.
3. ↑  بازی بعد از ۹۰ دقیقه ۱–۱ بود.
4. ↑  بازی بعد از ۹۰ دقیقه ۲–۲ بود.
5. ↑  بازی بعد از ۹۰ دقیقه ۰–۰ بود.
6. ↑  بازی بعد از ۹۰ دقیقه ۱–۱ بود.
7. ↑  مسابقات رده‌بندی از این دوره به بعد برگزار نمیشود.

### عملکرد باشگاهی
| باشگاه           | قهرمانی | نایب قهرمانی | سال‌های قهرمانی               | سال‌های نایب قهرمانی |
| ---------------- | ------- | ------------ | ---------------------------- | ------------------- |
| رئال مادرید      | ۵       | ۰            | ۲۰۱۴، ۲۰۱۶، ۲۰۱۷، ۲۰۱۸، ۲۰۲۲ | —                   |
| بارسلونا         | ۳       | ۱            | ۲۰۰۹، ۲۰۱۱، ۲۰۱۵             | ۲۰۰۶                |
| چلسی             | ۲       | ۱            | ۲۰۲۱، ۲۰۲۵                   | ۲۰۱۲                |
| کورینتیانس       | ۲       | ۰            | ۲۰۰۰، ۲۰۱۲                   | —                   |
| بایرن مونیخ      | ۲       | ۰            | ۲۰۱۳، ۲۰۲۰                   | —                   |
| لیورپول          | ۱       | ۱            | ۲۰۱۹                         | ۲۰۰۵                |
| سائو پائولو      | ۱       | ۰            | ۲۰۰۵                         | —                   |
| اینترناسیونال    | ۱       | ۰            | ۲۰۰۶                         | —                   |
| میلان            | ۱       | ۰            | ۲۰۰۷                         | —                   |
| منچستر یونایتد   | ۱       | ۰            | ۲۰۰۸                         | —                   |
| اینتر            | ۱       | ۰            | ۲۰۱۰                         | —                   |
| منچستر سیتی      | ۱       | ۰            | ۲۰۲۳                         | —                   |
| واسکو دوگاما     | ۰       | ۱            | —                            | ۲۰۰۰                |
| بوکا جونیورز     | ۰       | ۱            | —                            | ۲۰۰۷                |
| ال‌دی‌یو کیتو      | ۰       | ۱            | —                            | ۲۰۰۸                |
| استودیانتس       | ۰       | ۱            | —                            | ۲۰۰۹                |
| تی‌پی مازمبه      | ۰       | ۱            | —                            | ۲۰۱۰                |
| سانتوس           | ۰       | ۱            | —                            | ۲۰۱۱                |
| الرجا کازابلانکا | ۰       | ۱            | —                            | ۲۰۱۳                |
| سن لورنسو        | ۰       | ۱            | —                            | ۲۰۱۴                |
| ریور پلاته       | ۰       | ۱            | —                            | ۲۰۱۵                |
| کاشیما آنتلرز    | ۰       | ۱            | —                            | ۲۰۱۶                |
| گرمیو            | ۰       | ۱            | —                            | ۲۰۱۷                |
| العین            | ۰       | ۱            | —                            | ۲۰۱۸                |
| فلامینگو         | ۰       | ۱            | —                            | ۲۰۱۹                |
| تیگرس اونال      | ۰       | ۱            | —                            | ۲۰۲۰                |
| پالمیراس         | ۰       | ۱            | —                            | ۲۰۲۱                |
| الهلال           | ۰       | ۱            | —                            | ۲۰۲۲                |
| فلومیننزه        | ۰       | ۱            | —                            | ۲۰۲۳                |
| پاری سن ژرمن     | ۰       | ۱            | —                            | ۲۰۲۵                |

### عملکرد کشوری
| کشور              | قهرمانی | نایب قهرمانی | سال‌های قهرمانی                                 | سال‌های نایب قهرمانی                |
| ----------------- | ------- | ------------ | ---------------------------------------------- | ---------------------------------- |
| اسپانیا           | ۸       | ۱            | ۲۰۰۹، ۲۰۱۱، ۲۰۱۴، ۲۰۱۵، ۲۰۱۶، ۲۰۱۷، ۲۰۱۸، ۲۰۲۲ | ۲۰۰۶                               |
| انگلستان          | ۵       | ۲            | ۲۰۰۸، ۲۰۱۹، ۲۰۲۱، ۲۰۲۳، ۲۰۲۵                   | ۲۰۰۵، ۲۰۱۲                         |
| برزیل             | ۴       | ۶            | ۲۰۰۰، ۲۰۰۵، ۲۰۰۶، ۲۰۱۲                         | ۲۰۰۰، ۲۰۱۱، ۲۰۱۷، ۲۰۱۹، ۲۰۲۱، ۲۰۲۳ |
| ایتالیا           | ۲       | ۰            | ۲۰۰۷، ۲۰۱۰                                     | —                                  |
| آلمان             | ۲       | ۰            | ۲۰۱۳، ۲۰۲۰                                     | —                                  |
| آرژانتین          | ۰       | ۴            | —                                              | ۲۰۰۷، ۲۰۰۹، ۲۰۱۴، ۲۰۱۵             |
| اکوادور           | ۰       | ۱            | —                                              | ۲۰۰۸                               |
| کنگو              | ۰       | ۱            | —                                              | ۲۰۱۰                               |
| مراکش             | ۰       | ۱            | —                                              | ۲۰۱۳                               |
| ژاپن              | ۰       | ۱            | —                                              | ۲۰۱۶                               |
| امارات متحدهٔ عربی | ۰       | ۱            | —                                              | ۲۰۱۸                               |
| مکزیک             | ۰       | ۱            | —                                              | ۲۰۲۰                               |
| عربستان سعودی     | ۰       | ۱            | —                                              | ۲۰۲۲                               |
| فرانسه            | ۰       | ۱            | —                                              | ۲۰۲۵                               |

### عملکرد قاره‌ای
بهترین نمایندگان آفریقا، تی‌پی مازمبه از جمهوری دموکراتیک کنگو و باشگاه مراکشی الرجا کازابلانکا بودند که در سال‌های ۲۰۱۰ و ۲۰۱۳ به ترتیب دوم شدند. بهترین نمایندگان آسیا، کاشیما آنتلرز از ژاپن، العین از امارات متحده عربی و الهلال از عربستان سعودی بودند که به ترتیب در سال‌های ۲۰۱۶، ۲۰۱۸ و ۲۰۲۲ دوم شدند. بهترین نماینده آمریکای شمالی، تیم مکزیکی اونال بود که در سال ۲۰۲۰ مقام دوم را کسب کرد. این شش باشگاه تنها تیم‌های خارج از اروپا و آمریکای جنوبی هستند که به فینال رسیده‌اند.
اوکلند سیتی از نیوزیلند در سال ۲۰۱۴ مقام سوم را به دست آورد، این تنها زمانی بود که تا به امروز یک تیم اقیانوسیه به نیمه نهایی مسابقات رسید.
| کنفدراسیون | قهرمانی | نایب قهرمانی | سومی |
| ---------- | ------- | ------------ | ---- |
| یوفا       | ۱۷      | ۴            | —    |
| کونمبول    | ۴       | ۱۱           | ۵    |
| ای‌اف‌سی     | —       | ۳            | ۵    |
| کاف        | —       | ۲            | ۴    |
| کونکاکاف   | —       | ۱            | ۵    |
| اواف‌سی     | —       | —            | ۱    |

## فرمت و قوانین
قبل از دوره ۲۰۲۵، اکثر تیم‌ها با قهرمانی در مسابقات قاره‌ای خود، چه لیگ قهرمانان آسیا، چه لیگ قهرمانان آفریقا، چه لیگ قهرمانان کونکاکاف، چه جام لیبرتادورس، چه لیگ قهرمانان اقیانوسیه یا لیگ قهرمانان اروپا، به جام باشگاه‌های جهان راه پیدا می‌کردند. علاوه بر این‌ها، قهرمان لیگ ملی کشور میزبان نیز به این مسابقات راه پیدا می‌کرد.
از سال ۲۰۲۵، هشت گروه چهار تیمی در مرحله گروهی وجود دارد. قوانین استاندارد اعمال می‌شود، به این صورت که هر تیم در یک گروه با سه تیم دیگر بازی می‌کند و برای هر برد سه امتیاز، برای تساوی یک امتیاز و برای باخت هیچ امتیازی کسب نمی‌کند. دو تیم برتر هر گروه به مرحله حذفی راه پیدا می‌کنند. در صورت تساوی، تعداد امتیازات کسب شده در مسابقات بین تیم‌های مساوی، سپس تفاضل گل بین تیم‌های مساوی و در نهایت تعداد گل‌های زده شده بین تیم‌های مساوی محاسبه می‌شود. اگر این کار تساوی را از بین نبرد، قوانین اضافی اعمال می‌شود.
اولین دوره این مسابقات به دو دور تقسیم شد. هشت شرکت‌کننده به دو گروه چهار تیمی تقسیم شدند. برنده هر گروه در فینال به مصاف هم می‌رفتند در حالی که تیم‌های دوم برای کسب مقام سوم بازی می‌کردند. این مسابقات در طول برگزاری مجدد در سال ۲۰۰۵، قالب خود را به یک تورنمنت تک‌حذفی تغییر داد که در آن تیم‌ها در مسابقات تک‌بازی با یکدیگر بازی می‌کردند و در صورت لزوم از وقت اضافه و ضربات پنالتی برای تعیین برنده استفاده می‌شد. این مسابقات شامل هفت باشگاه بود که در یک دوره دو هفته‌ای به رقابت می‌پرداختند. چهار مرحله وجود داشت: مرحله اول، مرحله دوم، نیمه نهایی و فینال. در مرحله اول، باشگاه کشور میزبان با نماینده لیگ قهرمانان اقیانوسیه بازی می‌کرد. برنده به مرحله دوم راه می‌یافت، جایی که قهرمانان لیگ قهرمانان آفریقا، لیگ قهرمانان آسیا و لیگ قهرمانان کونکاکاف به آن ملحق می‌شدند. پس از آن، برندگان آن بازی‌ها به نیمه نهایی راه یافتند و با قهرمانان لیگ قهرمانان اروپا و جام لیبرتادورس بازی کردند. برندگان هر نیمه نهایی به فینال راه یافتند. با معرفی این فرمت، مسابقه مقام پنجم اضافه شد، اما پس از نسخه ۲۰۲۱ لغو شد. مسابقه مقام سوم پس از نسخه ۲۰۲۳ لغو شد.

## جام

جام قهرمانی جام باشگاه‌های جهان که بین سال‌های ۲۰۰۵ تا ۲۰۲۳ استفاده می‌شد

جام مورد استفاده در طول مسابقات افتتاحیه جام مسابقات قهرمانی باشگاه‌های جهان نام داشت. جام اصلی توسط ساوایا و مورونی، یک شرکت طراح ایتالیایی که طرح‌های معاصر را با زمینه‌های فرهنگی و مفاهیم طراحی تولید می‌کند، ایجاد شد. شرکت طراحی در میلان مستقر است. جام کاملاً نقره‌ای و دارای وزن ۴ کیلوگرم (۸٫۸ پوند) و ارتفاع ۳۷٫۵ سانتی‌متر (۱۴٫۸ اینچ) است. طول پایه و عریض‌ترین نقاط آن ۱۰ سانتی‌متر (۳٫۹ اینچ) است. این جام دارای پایه‌ای از دو ستون بود که دارای چهار ستون مستطیل شکل بود. روی دو ستون از چهار ستون کتیبه‌ای بود. یکی حاوی عبارت «قهرمانی باشگاه‌های جهان» بود که روی آن نقش بسته بود. روی دیگری حروف «فیفا» درج شده بود. در بالا، یک توپ فوتبال بر اساس توپ جام جهانی فوتبال ۱۹۹۸، آدیداس تریکلور، دیده می‌شود. هزینه تولید جام ۲۵٬۰۰۰ دلار آمریکا بود. جام برای اولین بار در هتل‌ها و استراحتگاه‌های شرایتون در ریو دو ژانیرو در ۴ ژانویه ۲۰۰۰ ارائه شد.

همان‌طور که جام جهانی زنان نت زنانه متمایز داشت، این جام جدید نیز مردانه‌تر است. همچنین از حس کلاسیک هندسه و معماری الهام گرفته شده است، مفاهیمی ماندگار درست مانند مقام قهرمانی جهان.

ویلیام ساوایا، طراح جام قهرمانی باشگاه‌های جهان

جام قهرمانی جام جهانی باشگاه‌ها که از سال ۲۰۲۵ مورد استفاده قرار می‌گیرد

این مسابقات، با فرمت قبلی خود، نام خود را با جام فعلی، که جام جهانی باشگاه‌ها یا به سادگی لا کوپا نیز نامیده می‌شود به اشتراک می‌گذارد، که به قهرمان جام جهانی باشگاه‌ها اهدا می‌شود. جام در ۳۰ ژوئیه ۲۰۰۵ در توکیو در طول قرعه کشی نسخه آن سال مسابقات رونمایی شد. این جام در سال ۲۰۰۵ در بیرمنگام، انگلیس در شرکت توماس فاتورینی توسط طراح انگلیسی، جین پاول در کنار دستیارش داون فوربس به دستور فیفا طراحی شد. جام طلایی و نقره‌ای و دارای وزن ۵٫۲ کیلوگرم (۱۱ پوند)، قد ۵۰ سانتی‌متر (۲۰ اینچ) است. پایه و عریض‌ترین نقاط آن نیز دقیقاً ۲۰ سانتی‌متر (۷٫۹ اینچ) اندازه‌گیری می‌شود. از ترکیب برنج، مس، نقره استرلینگ، فلز طلاکاری، آلومینیوم، کروم و رودیم ساخته شده است. جام با طلا روکشی شده است.
به گفته فیفا، این طرح، شش ستون پلکانی را نشان می‌دهد که نشان‌دهنده شش تیم شرکت‌کننده از شش کنفدراسیون مربوط است و یک سازه فلزی جداگانه به برنده مسابقه اشاره می‌کند. آنها کره‌ای را به شکل یک توپ فوتبال نگه می‌دارند؛ یک ویژگی ثابت تقریباً در تمام جام‌های فیفا. روی پایه طلایی عبارت «جام جهانی باشگاه‌ها» در پایین آن حک شده است.

به عنوان بخشی از گسترش این مسابقات به ۳۲ تیم، یک جام جدید با همکاری جواهرساز لوکس جهانی تیفانی اند کو. ساخته و در ۱۴ نوامبر ۲۰۲۴ رونمایی شد. این جام جدید دارای روکش طلای ۲۴ عیار، کتیبه‌های حکاکی شده لیزری پیچیده در دو طرف از جمله نقشه جهان و نام همه ۲۱۱ انجمن عضو فیفا و شش کنفدراسیون، نمادهایی که سنت‌های فوتبال را به تصویر می‌کشند، از جمله نمادهای ورزشگاه‌ها و تجهیزات، و حکاکی‌هایی به ۱۳ زبان و بریل است. فضایی برای حکاکی لیزری نشان‌های باشگاه‌های برنده برای ۲۴ دوره این مسابقات در نظر گرفته شده است. این جام می‌تواند از یک جام به یک ساختار چند وجهی و مداری تبدیل شود. این طرح از صفحه‌های طلایی وویجر الهام گرفته شده است.

## جوایز
در پایان هر جام جهانی باشگاه‌ها، جوایزی به بازیکنان و تیم‌ها برای دستاوردهایی غیر از موقعیت‌های تیمی نهایی آنها در مسابقات اهدا می‌شود. در حال حاضر سه جایزه وجود دارد:

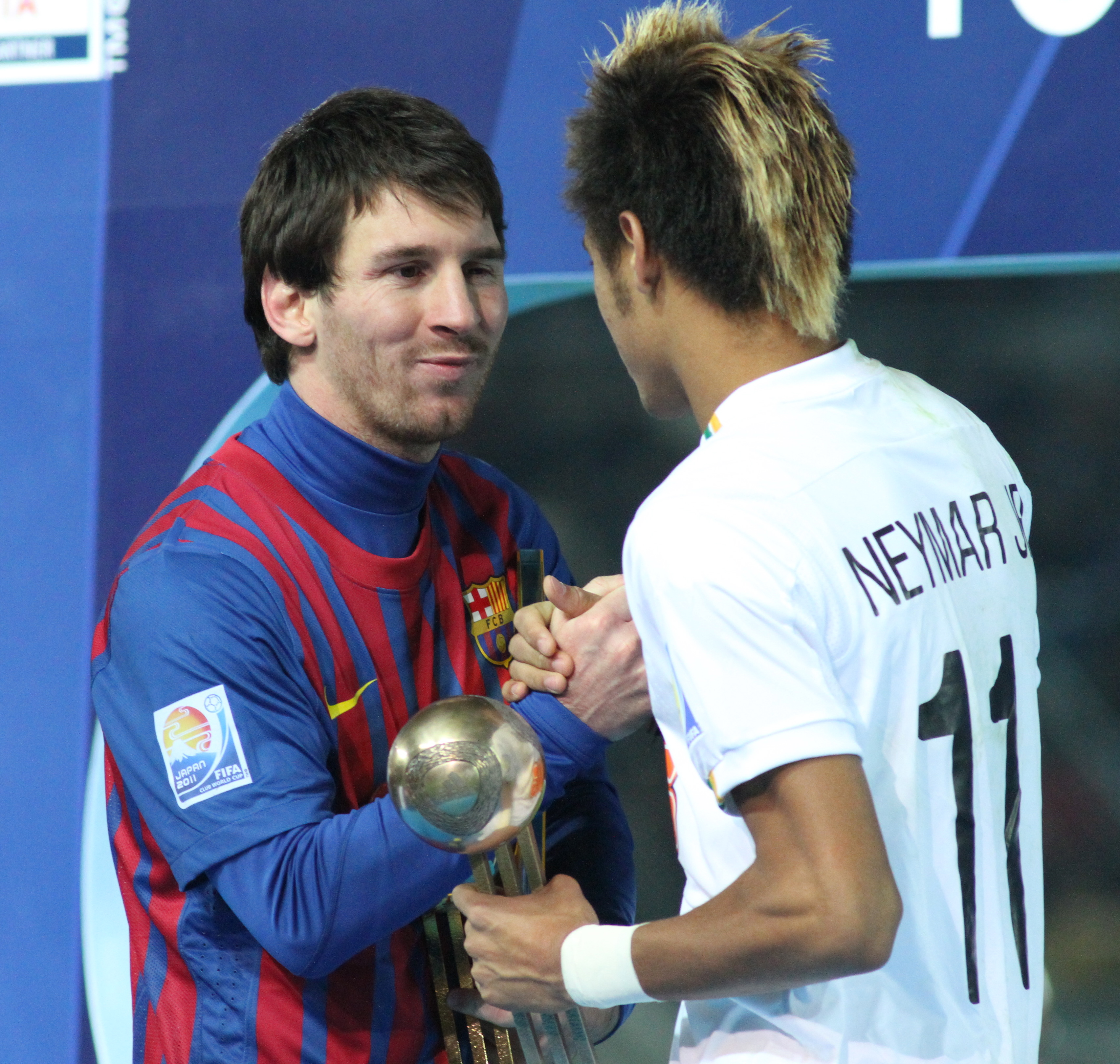
لیونل مسی با توپ طلا به نیمار، دریافت کننده توپ برنز پس از فینال جام جهانی باشگاه‌ها ۲۰۱۱ سلام می‌کند.

- توپ طلا برای بهترین بازیکن، با رای اعضای رسانه تعیین می‌شود؛ توپ نقره و توپ برنز به ترتیب به بازیکنان دوم و سوم در رای‌گیری تعلق می‌گیرد.[۲۰۷]
- بهترین بازیکن بازی (که قبلاً به عنوان «مرد مسابقه» شناخته می‌شد) به بهترین بازیکن در هر مسابقه تعلق می‌گیرد. این جایزه اولین بار در سال ۲۰۱۳ اهدا شد.
- جایزه بازی جوانمردانه فیفا برای تیمی که بهترین رکورد بازی جوانمردانه را دارد، طبق سیستم امتیازدهی و معیارهای تعیین شده توسط کمیته بازی جوانمردانه فیفا.[۲۰۷]

برندگان مسابقه همچنین حق دریافت نشان قهرمانان فیفا را دارند. نشان قهرمانان فیفا دارای تصویری از جام است که قهرمان حاکم حق دارد آن را فقط روی لباس تیم اصلی خود تا و از جمله فینال مسابقات قهرمانی بعدی نمایش دهد. اولین نسخه از نشان به میلان، قهرمان فینال ۲۰۰۷ ارائه شد. هر چهار قهرمان قبلی تا فینال ۲۰۰۸ مجاز به پوشیدن نشان بودند، جایی که منچستر یونایتد حق پوشیدن نشان را تنها با بردن جام به دست آورد.
سه تیم برتر هر تورنمنت مجموعه‌ای از مدال‌های طلا، نقره یا برنز دریافت می‌کنند تا بین بازیکنان خود توزیع کنند.

## جایزه نقدی
| قهرمان        | + ۴۰ میلیون دلار                                      |
| نایب قهرمان   | + ۳۰ میلیون دلار                                      |
| نیمه نهایی    | + ۲۱ میلیون دلار                                      |
| یک‌چهارم نهایی | + ۱۳.۱۲۵ میلیون دلار                                  |
| یک‌هشتم نهایی  | + ۷.۵ میلیون دلار                                     |
| مرحله گروهی   | ۲ میلیون دلار برای هر برد ۱ میلیون دلار برای هر تساوی |

مسابقات قهرمانی باشگاه‌های جهان ۲۰۰۰ اولین دوره این مسابقات بود. ۲۸ میلیون دلار جایزه برای شرکت کنندگان در نظر گرفته شد. جوایز دریافتی توسط باشگاه‌های شرکت کننده بر اساس مشارکت و نتایج به پرداخت‌های ثابت تقسیم شد. باشگاه‌هایی که مسابقات را از رتبه‌های پنجم تا هشتم به پایان رساندند، ۲٫۵ میلیون دلار دریافت کردند. باشگاهی که در نهایت در جایگاه چهارم قرار گرفت ۳ میلیون دلار دریافت کرد در حالی که تیم سوم ۴ میلیون دلار دریافت کرد. نایب قهرمان ۵ میلیون دلار آمریکا گرفت در حالی که قهرمانان نهایی ۶ میلیون دلار آمریکا به دست آورد.
راه‌اندازی مجدد مسابقات در مسابقات قهرمانی باشگاه‌های جهان ۲۰۰۵ شاهد مقادیر متفاوتی از جوایز و تغییراتی در معیارهای دریافت مبالغ خاص بود. مجموع مبلغ جایزه اهدا شده به ۱۶ میلیون دلار کاهش یافت. قهرمان ۵ میلیون دلار و نایب قهرمان ۴ میلیون دلار، تیم سوم ۲٫۵ میلیون دلار، تیم چهارم ۲ میلیون دلار، تیم پنجم ۱٫۵ میلیون دلار و تیم ششم ۱ میلیون دلار دریافت کردند.
برای جام جهانی باشگاه‌ها ۲۰۰۷، یک بازی پلی آف بین قهرمان اقیانوسیه و قهرمانان کشور میزبان برای ورود به مرحله یک‌چهارم نهایی به منظور افزایش علاقه خانگی به مسابقات معرفی شد. معرفی مجدد مسابقه برای مقام پنجم برای مسابقات ۲۰۰۸ همچنین باعث افزایش مبلغ جایزه به میزان ۵۰۰٬۰۰۰ دلار و به مجموع ۱۶٫۵ میلیون دلار آمریکا شد.
نسخهٔ بازسازی‌شدهٔ سال ۲۰۲۵ با افزایش چشمگیر جوایز مالی، رکورد جایزهٔ ۱ میلیارد دلار آمریکا را ثبت کرد. انتظار می‌رود قهرمانان تا ۱۲۵ میلیون دلار آمریکا دریافت کنند.

## حمایت مالی
مانند جام جهانی فوتبال، جام جهانی باشگاه‌ها نیز توسط گروهی از شرکت‌های چند ملیتی حمایت مالی می‌شود. شرکت تویوتا موتور، شرکت خودروسازی ژاپنی چندملیتی مستقر در تویوتا، آیچی، شریک ارائه دهنده جام جهانی باشگاه‌ها بود تا اینکه قرارداد حمایت مالی آن در پایان دسامبر ۲۰۱۴ منقضی شد و تمدید نشد. در سال ۲۰۱۵، گروه علی‌بابا قراردادی هشت ساله برای به عهده گرفتن عنوان حامی مالی این مسابقات امضا کرد. اولین دوره این مسابقات که در سال ۲۰۰۰ برگزار شد، شش حامی مالی رسمی داشت: فوجی‌فیلم، هیوندای، جی‌وی‌سی، مک‌دونالد، بادویزر و مسترکارت.
در ژوئن ۲۰۲۵، صندوق سرمایه‌گذاری عمومی (پی‌آی‌اف) عربستان سعودی به شریک رسمی جام جهانی باشگاه‌ها تبدیل شد و به فهرست رو به رشد حامیان مالی چندملیتی شامل آدیداس، انهایزر-بوش اینبیف، بنک آو امریکا، کوکا کولا، های‌سنس، لنوو و هواپیمایی قطر پیوست. در حالی که فیفا دستورالعمل‌های حمایت مالی را در طول مسابقات اجرا می‌کند، باشگاه‌های انفرادی مجاز به پوشیدن پیراهن‌هایی با تصویر شرکای تجاری خود هستند، حتی اگر این پیراهن‌ها با حامیان مالی رسمی مسابقات در تضاد باشند. با این حال، علاوه بر لوگوی تولیدکننده لباس، فقط یک حامی مالی اصلی می‌تواند روی هر پیراهن ظاهر شود.

## آمار و رکوردها

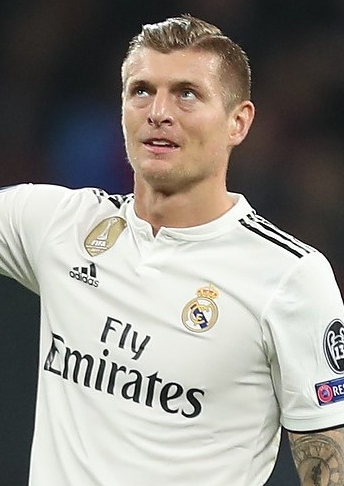
تونی کروس تنها بازیکنی است که شش بار قهرمان این مسابقات شده است.

تونی کروس شش بار قهرمان جام جهانی باشگاه‌ها شده است که بیشترین رکورد توسط هر بازیکنی است. کریستیانو رونالدو با هفت گل رکورد بهترین گلزن در تاریخ جام جهانی باشگاه‌ها را در اختیار دارد. حسین الشحات با دوازده بازی، بیشترین حضور را در این رقابت‌ها داشته است.
رئال مادرید پنج بار قهرمان جام جهانی باشگاه‌ها شده است. آنها همچنین بیشترین برد (۱۲) و بیشترین تعداد گل زده در مسابقات (۴۰) را دارند. آوکلند سیتی در بیشترین تورنمنت‌ها (۱۱) شرکت کرده است، در حالی که الاهلی بیشترین بازی را در این رقابت‌ها انجام داده است (۲۵).

## آهنگ‌های رسمی
جام جهانی باشگاه‌ها از سال ۲۰۰۵ آهنگ‌های رسمی برای هر تورنمنت داشته است.
| سال  | میزبان              | آهنگ                 | زبان(ها)        | خواننده(ها)                                                                           |
| ---- | ------------------- | -------------------- | --------------- | ------------------------------------------------------------------------------------- |
| ۲۰۰۵ | ژاپن                | "Legendary Meadow"   | ژاپنی           | چمیستری                                                                               |
| ۲۰۰۶ | ژاپن                | "Top of the World"   | ژاپنی           | چمیستری                                                                               |
| ۲۰۰۷ | ژاپن                | "Shining Night"      | ژاپنی           | چمیستری (حمایت شده توسط مانکی ماجیک)                                                  |
| ۲۰۰۸ | ژاپن                | "Septenova"          | انگلیسی و ژاپنی | گوسپیلرز دربرابر شینتارو توکیتا (از سوکیما سوئیچ)                                     |
| ۲۰۰۹ | امارات متحده عربی   | "The River Sings"    | لوکسی           | انیا                                                                                  |
| ۲۰۱۰ | امارات متحده عربی   |                      |                 | انیا                                                                                  |
| ۲۰۱۱ | ژاپن                | "Never Give Up"      | ژاپنی           | کایلی                                                                                 |
| ۲۰۱۲ | ژاپن                | "World Quest"        | ژاپنی           | نیوز                                                                                  |
| ۲۰۱۳ | مراکش               | "Seven Colors"       | انگلیسی و ژاپنی | نیوز                                                                                  |
| ۲۰۱۴ | مراکش               | "Come Alive"         | انگلیسی         | ردوان و احمد شوقی                                                                     |
| ۲۰۱۵ | ژاپن                | "Anthem"             | انگلیسی         | نیوز                                                                                  |
| ۲۰۱۶ | ژاپن                | "Anthem"             |                 | نیوز                                                                                  |
| ۲۰۱۷ | امارات متحده عربی   | "Kingdom"            | انگلیسی و ژاپنی | نیوز                                                                                  |
| ۲۰۱۸ | امارات متحده عربی   | "Spirit"             | ژاپنی           | نیوز                                                                                  |
| ۲۰۱۹ | قطر                 | "Superstar"          |                 | نیوز                                                                                  |
| ۲۰۲۲ | مراکش               | "Welcome To Morocco" | انگلیسی و عربی  | ردوان، دوزی، حاتم عمور، اسما لمنور، ریم، آمینوکس، نعمان بلعاشی، زهیر بهاوی، دیزی دروس |
| ۲۰۲۳ | عربستان سعودی       | "It's On"            | انگلیسی         | بی‌بی رکسا، ردوان                                                                      |
| ۲۰۲۵ | ایالات متحده آمریکا | "We Will Rock You"   | انگلیسی         | پیت‌بول و ردوان                                                                        |